# V edició de la Mostra de València
La V edició de la Mostra de València, coneguda oficialment com a V Mostra de Cinema Mediterrani i Països de Llengües Romàniques, va tenir lloc entre el 29 de setembre i el 7 d'octubre de 1984 a València sota la direcció de Francesc Carrasco Escoda, nomenat director de la Mostra el desembre de 1983. A les quatre sales del Cine Martí, als cinemes d'Or, Goya, Rialto i a Valencia-Cinema es van projectar un total de 131 pel·lícules: 17 a la secció oficial, 26 a la secció informativa, 7 a la Mostra de Mostres, 9 a la secció especial, 35 a la secció retrospectiva dedicada a la Nouvelle Vague, 12 en el cicle homenatge a Fernando Fernán Gómez, 14 de la retrospectiva de cinema espanyol dels anys 1960, 7 en el cicle d'homenatge al director egipci Salah Abu Seif i 4 de la secció infantil. El pressupost fou de 35 milions de pessetes i hi van assistir 50.000 espectadors. L'homenatge es va fer a Fernando Fernán Gómez i en la sessió d'inauguració es va projectar la seva pel·lícula El anacoreta. Com a acompanyament de la retrospectiva de la nouvelle vague visitaren la mostra Agnès Varda, Marcel Hanoun i Henri Colpi.

## Novetats
En aquesta introducció es van introduir dues novetats importants: per una banda, es van establir com a principals guardons les Palmeres d'Or, Plata i Bronze, acompanyats a partir de la següent convocatòria d'una compensació en metàl·lic dotada inicialment amb un milió, 600.000 i 400.000 pessetes. I en reconeixement del suport del cineasta francès Pierre Kast, és creat un premi amb el seu nom destinat al millor guió. I d'altra banda es van crear importants activitats paral·leles per cobrir el públic infantil (la "Mostreta") i la comercialització del cinema mediterrani ("Mercafilm").

## Pel·lícules exhibides

### Secció oficial
- Një emër midis njerëzve de Muharrem Fejzo [7]
- Le Thé à la menthe d'Abdelkrim Bahloul
- Leilet al quabd al Fatma de Henry Barakat
- Al Avokato de Ra'fat Mayhī
- ¿Qué he hecho yo para merecer esto? de Pedro Almodóvar
- Los motivos de Berta de José Luis Guerín
- Polar de Jacques Bral
- Rembetiko de Costas Ferris
- Reváns de Nikos Vergitses
- Il generale dell'armata morta de Luciano Tovoli
- Un caso d'incoscienza d'Emidio Greco
- U raljama života de Rajko Grlić
- Balkanski špijun de Dušan Kovačević i Božidar Nikolić
- Laila wa al ziap de Heiny Srour
- Le cauchemar d'Achmed Yachfine
- Ahlam al-Madina de Mohamed Malas
- El sabti-fat de Lofti Essid

### Secció informativa
- Apasionata d'Ibrahim Muçaj
- El bressol de l'èpica d'Albània del Nord (curt documental)
- Mësonjëtorja de Muharrem Fejzo
- Zonja nga qyteti de Piro Milkani
- Vajzat me kordele të kuqe de Gëzim Erebara
- Në shtëpinë tonë de Dhimitër Anagnosti
- El harrif de Mohamed Khan
- Ellos lo vieron de Jorge Meyer
- El ángel protector de Jonás Benarroch
- Mississippi Blues de Bertrand Tavernier i Robert Parrish
- Paris vu par... 20 ans après, pel·lícula col·lectiva
- Archie Shepp: Je suis jazz...c'est ma vie de Frank Cassenti
- Le Grand Carnaval d'Alexandre Arcady ,
- Mesrine d'André Génovès
- Repo de Vassilis Vafeas
- To plano n.80 de Patricio Vivancos
- Flirt de Roberto Russo
- Varljivo leto '68 de Goran Paskaljević
- Kako sam sistematski uništen od idiota de Slobodan Šijan
- Al Jamba de Farida xxx
- Nid d'aigles de Moncef Dhouib

### Secció especial
- Die Mahnung de Juan Antonio Bardem
- La Pirate de Jacques Doillon
- Taxidi sta Kythira de Theo Angelópulos
- Enrico IV de Marco Bellocchio
- L'addio a Enrico Berlinguer, documental col·lectiu
- Sabato 24 marzo dels germans Bertolucci, els germans Taviani, Gillo Pontecorvo i altres
- Ujed anđela de Lordan Zafranović
- Hakkâri'de Bir Mevsim d'Erden Kıral
- Yol de Şerif Gören i Yılmaz Güney

### Retrospectiva de la Nouvelle Vague
- Les Amants (1958) de Louis Malle[8]
- Adieu Philippine (1962) de Jacques Rozier

## Jurat
Fou nomenat president del jurat l'empresari i productor José María Pascual Pascual i la resta de membres foren l'egipci Salah Abu Seif, el libanès Ghasan Abdul Khaled, el periodista espanyol Juan Cueto Alas, el guionista italià Tullio Kezich i el compositor iugoslau Zoran Simjanović.

## Palmarès
- Palmera d'Or: Ahlam al-Madina de Mohamed Malas
- Palmera de Plata: ¿Qué he hecho yo para merecer esto? de Pedro Almodóvar [9][10]
- Palmera de Bronze: U raljama života de Rajko Grlić
- Premis FIPRESCI:
  - Primera Menció: Rembetiko de Costas Ferris 
  - Segona Menció: Laila wa al ziap de Heiny Srour 
  - Tercera Menció: Leilet al quabd al Fatma de Henry Barakat 
  - Quarta Menció: Balkanski špijun de Dušan Kovačević i Božidar Nikolić 
  - Cinquena Menció: Los motivos de Berta de José Luis Guerín
- Menció especial: Il generale dell'armata morta de Luciano Tovoli